# Sunset Alliance Records
Sunset Alliance Records est un label de musique indépendant américain basé à  Mesa, dans l’État d’Arizona. Aujourd’hui, il est détenu et exploité par David Jensen.

## Historique
Après avoir sorti quelques albums des groupes de rock locaux, le fondateur et propriétaire d’origine de Sunset Alliance Records, Steve Lefever, ne voulait plus poursuivre cette entreprise.
Indépendamment, le chanteur du groupe Before Braille, David Jensen, travaillait depuis deux ans pour créer une compilation des chansons des groupes locaux au profit d’une salle de concert/d’exposition qui s’appelait Modified Arts,. À l’origine, Monsieur Jensen comptait sortir cet album sur son propre label, Aireshire Drive,. Cependant, après avoir entendu parler du projet de David Jensen, Steve Lefever l’a invité à sortir son album sur Sunset Alliance et à participer à la direction du label. David Jensen a accepté cette proposition,. Ensuite, en 2001, David Jensen est devenu le propriétaire unique du label et assure sa gestion depuis sa prise de contrôle,.
Après une décennie, Sunset Alliance reste une petite entreprise qui se concentre sur des artistes locaux. Néanmoins, ce petit label a déjà connu quelques grands succès. Pendant ces premières dix années, Sunset Alliance a sorti 46 albums (plusieurs à l’étranger), a reçu la louange des critiques tant aux États-Unis qu’en Europe, et a placé plusieurs chansons sur la hit parade des chaînes des radios des universités américaines.
En janvier 2010, Sunset Alliance a fêté ses dix ans avec un concert réunissant quelques-uns de ses groupes les plus connus, y compris: Before Braille, Fivespeed, The Player Piano, Novi Split et The Letterpress,.

## Groupes ou artistes édités
- Andherson
- Art for Starters
- Before Braille
- The Bled
- Beninem
- Corrupt Citizen
- Felix
- Fivespeed
- Half Visconte
- Jeff Johnrey
- Last Day Parade
- The Letterpress
- Loyal Wife
- The Manhattan Project
- Mr. Fantastical
- The Necronauts
- Novi Split
- The Player Piano
- Rajiv Patel
- Redfield
- Roger Over & Out
- The Retaliation for What They Have Done to Us
- Signedso
- Shotstar
- Stereotyperider
- Tickertape Parade

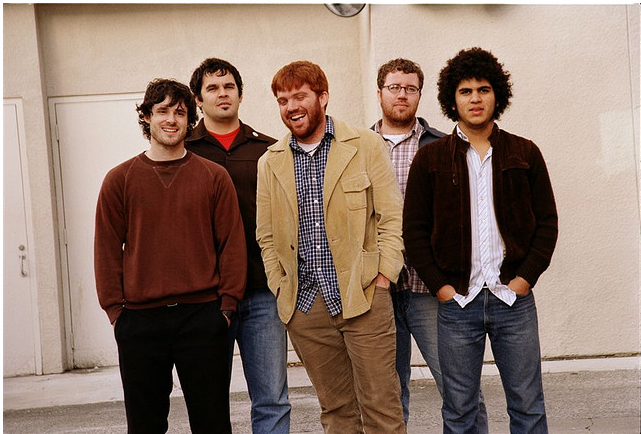
Before Braille
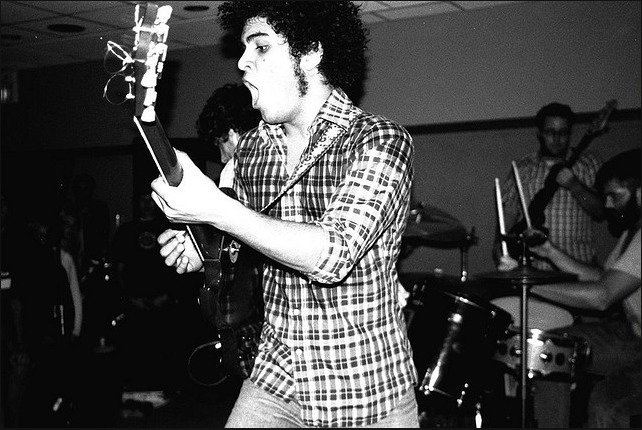
Rajiv Patel
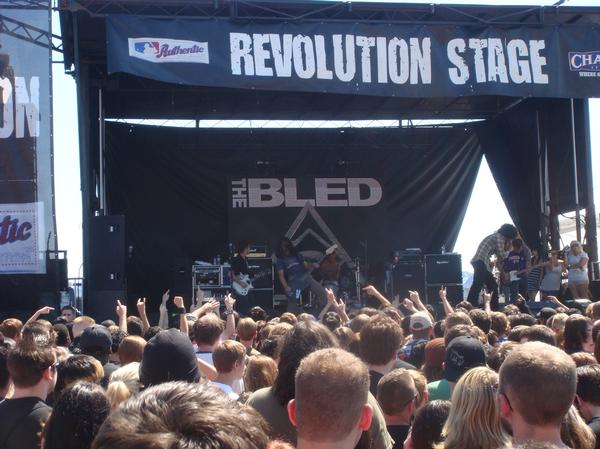
The Bled